# Аметист
Амети́ст (др.-греч. αμέθυστος, от α- «не» + μέθυστος «быть пьяным») — фиолетовая, синевато-розовая или красно-фиолетовая разновидность кварца. Прозрачный аметист насыщенного цвета, без дефектов, вкраплений иногда относится к ювелирным камням низшего (IV) порядка, однако часто прозрачные аметисты относят к полудрагоценным камням. Непрозрачный аметист — ценный поделочный камень. Весьма высоко ценится как коллекционный минерал. 
Встречается обычно в виде свободно сидящих в пустотах и жилах среди кристаллических горных пород кристаллов и их сростков. Кристаллы образованы комбинацией плоскостей призмы и ромбоэдра, причём из всех кварцев именно для аметиста характерной чертой является преобладание граней ромбоэдра. Реже кристаллы имеют длиннопризматический или скипетровидный облик. Обычен в друзах и кристаллических щётках внутри агатовых жеод и в миндалинах и трещинах вулканических пород. Наиболее часто встречается с кварцем, раухтопазом (дымчатым кварцем), пиритом, гематитом, флюоритом (плавиковым шпатом), агатом и иными породами.
Иногда аметист заключает в себе тонкие кристаллические пластинки гематита или игольчатые кристаллики гётита и тогда получает название «волосистого». Обычны для кристаллов аметиста, в особенности для крупных, жидкие и газово-жидкие включения; часто они имеют форму тончайших трубок-канальцев с пережимами и располагаются по радиусам от центра роста. Естественная смесь аметиста и цитрина называется аметрин. Зелёную вариацию назвают празеолитом.

## Месторождения
Месторождения аметиста встречаются у Оберштейна в Биркенфельде, в Циллертале, в Зибенбюргене, Хемнице, у деревни Ватиха и Липовой близ Мурзинки на Среднем Урале, крупные кристаллы ювелирного качества на Приполярном Урале, на острове Шри-Ланка, у бухты Святой Марии, в Северной Америке и в особенно значительном количестве в Бразилии. Также на Мадагаскаре, в Уругвае, в Армении (щётки небольших кристаллов в агатовых жеодах). Аметист известен с 16 века на Кольском полуострове: в знаменитом месторождении «мыс Корабль» (где он образует красивые щетки кристаллов по трещинам в красноцветных песчаниках), а также в ряде месторождений кварца (Вуориярви и др.), а также в Бразилии.

## Свойства камня
Для аметиста характерна незначительная переменчивость окраски в зависимости от освещения. Устойчивость окраски аметистов из разных месторождений неодинакова; так, кристаллы аметиста из хрусталеносных жил, как правило, устойчивы даже к прямому солнечному свету, в то время как аметисты, находимые в жеодах среди осадочных пород, обычно быстро выцветают под действием даже рассеянного солнечного света.
Кристаллы аметиста чаще всего окрашены неравномерно. Аметист на конце кристалла чаще всего окрашен более равномерно и насыщенно, чем остальная его часть, которая может иметь даже прозрачные или белые области. При обработке природного аметсита, значительная его часть оказывается непригодной.
При нагревании уже около 250 °C аметист теряет свою окраску, переходящую постепенно в жёлтую или зеленоватую, и становится бесцветным. Этим свойством аметиста нередко пользуются шлифовальщики, пуская в ход искусственно обесцвеченные аметисты под видом аквамаринов или топазов. Наиболее ценимые по своей окраске и качеству уральские аметисты отличаются тем, что при искусственном освещении окрашиваются в красивый фиолетово-красный цвет, между тем как, например, бразильские аметисты при этих условиях несколько сереют.
Воздействие высоких температур и облучение (рентгеновское, УФ) приводят к изменению цвета или выцветанию аметиста. 
Нагрев аметиста до 470—750 °C позволяет получить светло-жёлтый, красно-коричневый, зелёный цвет или бесцветные кристаллы. Изначальный цвет кристаллов может быть восстановлен с помощью рентгеновского облучения.
Эти методы используются для имитации более редких и, как следствие, более дорогих разновидностей кварца.
При нагреве до 300—400 °C аметист теряет свой фиолетовый цвет и становится жёлтым, оранжевым или коричневым, что делает его похожим на другую разновидность кварца — цитрин.
Облучение и нагрев позволяют также добиться зелёной окраски кристаллов аметиста, что используется для имитации празиолита, редкой в природе разновидности кварца.

## Искусственное получение
В последние десятилетия[когда?] освоена технология (впервые в институте ФИАН в Москве) искусственного выращивания крупных (до 20—30 см) кристаллов аметиста. Они в большом количестве обрабатываются, главным образом, в виде огранённых камней для вставок в ювелирные изделия, поступают в торговую сеть и в ряде случаев выдаются за натуральные. Отличить же их от натуральных только по внешнему виду бывает непросто даже искушённому ценителю или специалисту, а их реальная себестоимость намного ниже.

## История
Аметист был известен уже в Древнем Египте, откуда его экспортировали представители эгейской и микенской цивилизаций.
В Древнем Риме аметист называли «благословенным камнем», считали, что он приносит удачу, покой и благо, успокаивает нервы и улаживает распри, но чаще всего — является надёжным средством против опьянения. Впрочем, последнее его свойство ещё в античные времена неоднократно подвергалось осмеянию.
В частности, Гай Плиний Секунд называл «магические» свойства аметиста придуманными «не без презрения и посмеяния к роду человеческому».:114

А сверх того, когда вырежут на нём названия луны и солнца, и в таком виде подвесят на шее при посредстве верёвочки, свитой из волос павиана, или на перьях ласточкиных, то таким образом якобы возможно воспротивиться очарованию (отраве) и прочему в подобном же роде.
— Плиний Старший, «Естественная история»

### В культуре
Слово «аметист» трижды упоминается в Синодальном переводе Библии. Он, как считается, входит в число 12 камней в наперснике иудейского первосвященника (Исх. 28:19, 39:12), он 3-й в 3-м ряду. Он упоминается в тексте «Откровения Иоанна Богослова», как 12-й из камней, служащих основанием стены Небесного Иерусалима (Отк. 21:20).
В Средние века аметист нередко называли «апостольским камнем».

## Ценность
Аметист высшего качества (так называемый «Глубокий русский») исключительно редок, и поэтому, когда он встречается, его ценность зависит от спроса коллекционеров. Однако он по-прежнему на порядки дешевле, чем самые высококачественные сапфиры или рубины.

## Галерея
- Аметисты (Кольский полуостров Россия) из коллекции Музея им. Ферсмана
- Кристаллы аметиста
- Срез аметистовой секреции
- Чётки из аметиста
- Бразильский аметист
- Жеода аметиста